# Kaló Chorió (Limassol)
Pour les articles homonymes, voir Kaló Chorió.
Kaló Chorió (grec moderne : Καλό Χωριό) est un village de Chypre de plus de 497 habitants.